# Rhamnus nakaharae
Rhamnus nakaharae är en brakvedsväxtart som först beskrevs av Bunzo Hayata, och fick sitt nu gällande namn av Bunzo Hayata. Rhamnus nakaharae ingår i släktet getaplar, och familjen brakvedsväxter. Inga underarter finns listade i Catalogue of Life.